# Битка при Горни Дъбник
Битка при Горни Дъбник е действие на руското командване за прекъсване на комуникационната и снабдителната линия на Западната турска армия и затваряне на блокадния пръстен около Плевен по време на Руско-турската война (1877 – 1878).

## Предистория
Още на 20 септември 1877 г. Плевенският османски гарнизон пристъпва към построяване на силно укрепени пунктове с цел да задържи пътят към София. През 10 км един от друг са построени укрепления при моста на река Вит с командир Саид бей, при Долни Дъбник с командир Вели бей, Горни Дъбник с командир Ахмед Хивзи паша и Телиш с командир Хаки паша. В укрепленията са поставени силни гарнизон и от армията на Осман паша. Всеки има за задача да охранява изпращаните транспорти до съседния пункт.

## Съотношение на силите

### Турски войски
Турците смятат укреплението при село Горни Дъбник ключово за отбраната на пътя за София. На това място има хълм, който разделя пътя на две части. Северната част има почти отвесни склонове и е лишена от всякаква растителност. Тук е построен Големият редут, с командно положение над местността. Южната част има по-полегати склонове и тук е изграден Малкият редут. Около цялото укрепление са прокопани множество ровове и валове, а от двата редута са прокарани напред като ветрило множество траншеи и ложементи.
Гарнизонът на Горни Дъбник се състои от 3800 офицери и войници, под командването на Ахмед Хивзи паша в състав от 6 табора, 6 ескадрона и 4 оръдия.

### Руски войски
Руското командване определя за атаката на Горни Дъбник отряд от 15 613 офицери и войници с 48 оръдия под командването на генерал-лейтенант Йосиф Гурко. Отрядът е съставен от новопристигналите елитни гвардейски части, като са формирани три колони:
- Дясна, с командир генерал-майор Николай Елис I ще атакува от североизток;
- Средна, с командир генерал-майор Логин Зеделер – от югоизток;
- Лява, с командир генерал-майор Николай Розенбах – от югозапад.

За атаката са определени гвардейските части:
- Лейбгвардейски Московски полк
- Лейбгвардейски Гренадирски полк
- Лейбгвардейски Павловски полк
- Лейбгвардейски Финландски полк
- Лейбгвардейски Измайловски полк
- Лейбгвардейска стрелкова бригада (4 батальона):
  -  1-ви лейбгвардейски стрелкови батальон
  -  2-ри лейбгвардейски стрелкови батальон
  -  3-ти финландски стрелкови батальон
  -  4-ти лейбгвардейски стрелкови батальон

## Етапи на битката

### Първи етап
Началото на атаката е предвидено за 12 октомври 1877 г. За да се осуети евентуална помощ от страна на съседните османски гарнизони, срещу тях са определени да демонстрират други отряди. За действие срещу село Долни Дъбник, поради близостта му до Плевен, ще демонстрират 5 отряда, а срещу село Телиш други 3 отряда.
В навечерието на боя, руските войници правят фашини (сноп пръчки за преминаване на ровове) и почистват оръжието си. Раздаден е петдневен хранителен запас, а обозите е предвидено да останат зад река Вит. Войниците са снабдени с достатъчно шанцови инструменти и повече патрони от полагащите се. Палят се ограничен брой огньове.
След като преминават река Вит, трите колони се отправят към указаните им позиции.

#### Средна колона
Средната колона, в която влизат лейбгвардейския Московски и Гренадирски полкове полк, пристига първа, поради по-късия път за движение. Докато изчаква съседните колони, тя попада в сферата на действителния огън на врага и започва да търпи сериозни загуби. Без заповед около 9:30 ч. войниците от лейбгвардейския Гренадирски полк атакуват и превземат Малкия редут. Спускат се в преследване на противника, неуспешно атакуват Големия редут и са принудени да се оттеглят отново в Малкия редут.
В 11:00 ч. на помощ идва лейбгвардейският Московски полк, но и те успяват да достигат само на стотина крачки от Големия редут.

#### Дясна колона
Дясната колона, в която влизат четири стрелкови батальона, има задача да атакува редутите откъм Плевен. Тя се насочва между селата Горни и Долни Дъбник, като първоначално се движи прекалено вдясно и попада в сферата на действителния огън на един табор, застанал на пътя при село Долни Дъбник. 2-ри стрелкови батальон атакува табора и го отхвърля обратно в Долни Дъбник. Останалите части продължават по пътя и достигат на 1400 крачки от предните окопи при село Горни Дъбник. Изведена е артилерията, а когато пехотата достига на 800 крачки от неприятеля, заляга и открива огън. Дясната колона е засипана с дъжд от куршуми от Големия редут и генерал-лейтенант Йосиф Гурко въвежда в боя всички резерви. Въпреки това атаката е неуспешна.

#### Лява колона
Лейбгвардейският Финландски полк от състава на лявата колона към 9:30 ч. атакува Големия редут и се приближава на 1500 м от противника. Посрещнат е от убийствения му огън и стръмният склон е буквално осеян с телата на ранени и убити войници. Заради дадените многобройни жертви, този дол след битката е наречен „Долината на смъртта“.
Така в 12:00 ч. приключва първият етап на боя за Горни Дъбник и се характеризира с разпокъсани, несъгласувани, неорганизирани и неуспешни атаки и на трите колони. Постигнатите с цената на огромни жертви резултати се ограничават в овладяване на Малкия редут и достигането на 800 крачки от Големия редут.

### Втори етап
Генерал-лейтенант Йосиф Гурко, който се намира по това време на десния фланг, решава да усили артилерийската подготовка, а атакуващите полкове да бъдат подкрепени с нови свежи части от прославения лейбгвардейски Измайловски полк. Към 14:00 ч. узнава за неуспеха на лейбгвардейския Егерския полк при село Телиш, поради което бърза с една нова атака на село Горни Дъбник. Тя трябва да започне около 15:00 ч. като лявата колона трябва първа да даде сигнал от три оръдейни залпа, когато е готова за атака. После залп трябва да даде средната колона и последна – дясната.
По ред причини, артилерията на дясната колона сигнализира първа и така отново не се постига единодействие на трите колони. Дясната колона се вдига първа и достига на отделни места до 40 крачки от Големия редут. Това принуждава артилерията да прекрати огъня срещу редута. Генерал-лейтенант Йосиф Гурко изпраща ординарци до другите две колони да подкрепят атаката на дясната. Другите две колони атакуват отново, но са посрещнати от убийствения огън на противника и към 17:00 ч. боят спира и от двете страни.

### Трети етап
Докато командирите решават за новите планове на атаката, третият етап на боя започва стихийно и без знанието на командния състав. Войниците се вдигат самостоятелно в атака, нарушават предписанията на бойния устав и прилагат своя нова войнишка тактика – окопаване, придвижване на малки групи, взаимна подкрепа с пушечен огън. „На разни места – пише един участник в този бой – се раздадоха викове „ура“, в началото единични, но мигновено подхванати от цялата линия и изведнъж около редута зарева като буря едно продължително, оглушително „ура“. Няколко минути след това вече вътре в самия редут закипява ръкопашна схватка. На десния край на редута се развява бял флаг, но ожесточението е толкова голямо, че боят продължава с пълна сила. Едва след като командирът Ахмед Хивзи паша развява за трети път белия флаг, руските офицери успяват да прекратят боя. За капитулацията е известен генерал-лейтенант Йосиф Гурко.

## Резултати
На 12 октомври 1877 г. гарнизонът на село Горни Дъбник е разгромен, като бригадният командир Ахмед Хивзи паша предава сабята си на генерал-лейтенант Йосиф Гурко. Убити и ранени са около 1500 турски офицери и войници, пленени са 2289 офицери и войници, 1 полково знаме, 4 далекобойни оръдия и огромно количество пушки и патрони.
Руските загуби са изчислени на над 3500 убити и ранени офицери и войници, включително генерал-майор Василий Лавров – командир на лейбгвардейския Финландски полк.
Превземането на село Горни Дъбник е началото на края на Осман паша. Постигната е пълна блокада на Плевенския османски гарнизон, с което е прекъсната снабдителната и комуникационна му линия с главното турско командване. Осман паша издържа под обсада още един месец и се предава на 28 ноември 1877 г.

## Действия на другите отряди
Битката при Горни Дъбник е част от по-мащабна военна операция и за нейния успех допринасят действията и на останалите отряди:
- Силната атака на съседното укрепление при село Телиш не позволява на неговия гарнизон от 4200 офицери и войници да се притече на помощ на село Горни Дъбник;
- Бомбардировките и усилените демонстрации срещу село Долни Дъбник успяват да изолират неговия гарнизон;
- Срещу турския гарнизон на Плевен са проведени демонстрации, а укрепленията му са обстрелвани от 90 оръдия.

## Общо загуби
| Полк                                                  | Офицери | Офицери | Войници | Войници | Общо  | Общо   |
|                                                       | убити   | ранени  | убити   | ранени  | убити | ранени |
| ----------------------------------------------------- | ------- | ------- | ------- | ------- | ----- | ------ |
| Лейбгвардейски Московски полк                         | 4       | 13      | 131     | 562     | 135   | 575    |
| Лейбгвардейски Гренадирски полк                       | 3       | 30      | 310     | 594     | 313   | 624    |
| Лейбгвардейски Павловски полк                         | 9       | 14      | 185     | 505     | 194   | 519    |
| Лейбгвардейски Финландски полк                        | 6       | 13      | 98      | 340     | 104   | 353    |
| Лейбгвардейски Измайловски полк                       | 1       | 6       | 54      | 228     | 55    | 234    |
| 1-ви Лейбгвардейски стрелкови батальон                | 2       | 3       | 10      | 71      | 12    | 74     |
| 2-ри Лейбгвардейски стрелкови батальон                | 0       | 1       | 15      | 57      | 15    | 58     |
| 3-ти Финландски стрелкови батальон                    | 0       | 8       | 24      | 87      | 24    | 95     |
| 4-ти Лейбгвардейски стрелкови батальон                | 2       | 3       | 6       | 19      | 8     | 22     |
| 6 батарея от 1-ва Лейбгвардейска артилерийска бригада | 0       | 1       | 2       | 8       | 2     | 9      |
| 6 батарея от 2-ра Лейбгвардейска артилерийска бригада | 1       | 0       | 2       | 11      | 3     | 11     |
| Лейбгвардейски сапьорен батальон                      | 0       | 5       | 4       | 67      | 4     | 72     |
| общо                                                  | 28      | 97      | 841     | 2549    | 869   | 2646   |
| общо                                                  | 125     | 125     | 3390    | 3390    | 3515  | 3515   |

## Списък на загиналите офицери
| Списък на руските офицери убити или починали от раните си получени на 12 октомври 1877 г. | Списък на руските офицери убити или починали от раните си получени на 12 октомври 1877 г. | Списък на руските офицери убити или починали от раните си получени на 12 октомври 1877 г. | Списък на руските офицери убити или починали от раните си получени на 12 октомври 1877 г. | Списък на руските офицери убити или починали от раните си получени на 12 октомври 1877 г.                                                         | Списък на руските офицери убити или починали от раните си получени на 12 октомври 1877 г. |
| №                                                                                         | Чин                                                                                       | Имена                                                                                     | Убит / починал                                                                            | Допълнителни данни | Външна препратка                                                                          |
| Лейбгвардейски Московски полк                                                             | Лейбгвардейски Московски полк                                                             | Лейбгвардейски Московски полк                                                             | Лейбгвардейски Московски полк                                                             | Лейбгвардейски Московски полк | Лейбгвардейски Московски полк                                                             |
| ----------------------------------------------------------------------------------------- | ----------------------------------------------------------------------------------------- | ----------------------------------------------------------------------------------------- | ----------------------------------------------------------------------------------------- | --- | ----------------------------------------------------------------------------------------- |
| 1                                                                                         | щабскапитан                                                                               | Николай Петрович Дамиш                                                                    | убит                                                                                      | погребан в местност Калето край Малкия редут |                                                                                           |
| 2                                                                                         | поручик                                                                                   | Александър Людвигович Бирфрейнд                                                           | убит                                                                                      | погребан в местност Калето край Малкия редут |                                                                                           |
| 3                                                                                         | капитан                                                                                   | Осип (Йосиф) Иванович Роговски                                                            | починал от раните                                                                         | погребан в местност Пиронското в село Садовец | [ неработеща препратка ]                                                                  |
| 4                                                                                         | поручик                                                                                   | Леон Яковлевич Вагнер                                                                     | починал от раните                                                                         | погребан в гробището на село Крушовица | [ неработеща препратка ]                                                                  |
| Лейбгвардейски Гренадирски полк                                                           |                                                                                           |                                                                                           |                                                                                           | |                                                                                           |
| 5                                                                                         | полковник                                                                                 | Иван Карлович Остлунд 1-ви                                                                | починал от раните                                                                         | командир на 1-ви батальон, умира на 26 октомври 1877 г.                                                                                           |                                                                                           |
| 6                                                                                         | капитан                                                                                   | Рейнхолд Мортимер Рейнхолдович Хамар                                                      | убит                                                                                      | командир на 6-а рота, погребан край Малкия редут                                                                                                  |                                                                                           |
| 7                                                                                         | щабскапитан                                                                               | Николай Миронович Сироцински                                                              | убит                                                                                      | командир на 11-а рота, погребан край Малкия редут                                                                                                 |                                                                                           |
| 8                                                                                         | поручик                                                                                   | Хирн                                                                                      | убит                                                                                      | командир на 5-а рота, погребан край Малкия редут                                                                                                  |                                                                                           |
| 9                                                                                         | поручик                                                                                   | Константин Феодорович фон Пирвиц                                                          | починал от раните                                                                         | командир на 2-ра рота, умира на 13 октомври 1877 г., погребан край Малкия редут                                                                   |                                                                                           |
| 10                                                                                        | поручик                                                                                   | Александър Николаевич Григорьев                                                           | починал от раните                                                                         | умира на 15 октомври 1877 г., погребан в село Садовец                                                                                             | Архив на оригинала от 2017-01-18 в Wayback Machine.                                       |
| Лейбгвардейски Павловски полк                                                             |                                                                                           |                                                                                           |                                                                                           | |                                                                                           |
| 11                                                                                        | флигел-адютант полковник                                                                  | Константин Алексеевич Рунов 2-ри                                                          | починал от раните                                                                         | командир на 1-ви батальон, първоначално погребан в Големия редут до 17 нисши чина, препогребан в Русия на 22 ноември 1877 г.в Смоленското гробище |                                                                                           |
| 12                                                                                        | щабскапитан                                                                               | Николай Васильевич (Вилхемович) Ширман                                                    | убит                                                                                      | командир на 1-ва рота, погребан в Големия редут до 17 нисши чина                                                                                  |                                                                                           |
| 13                                                                                        | щабскапитан                                                                               | Леонид Гаврилович Баталин                                                                 | убит                                                                                      | командир на 12-а рота, погребан в Големия редут до 17 нисши чина                                                                                  |                                                                                           |
| 14                                                                                        | подпоручик                                                                                | Борис Дмитриевич Полонски                                                                 | убит                                                                                      | младши офицер от 5-а рота, погребан в Големия редут до 17 нисши чина                                                                              |                                                                                           |
| 15                                                                                        | подпоручик                                                                                | Николай Дмитриевич Мамаев 3-ти                                                            | убит                                                                                      | младши офицер от 3-та рота, погребан в Големия редут до 17 нисши чина                                                                             |                                                                                           |
| 16                                                                                        | поручик                                                                                   | Василий Львович Тимохович                                                                 | убит                                                                                      | младши офицер от 10-а рота, открит на 15 октомври и погребан в Малкия редут в собствен гроб                                                       |                                                                                           |
| 17                                                                                        | поручик                                                                                   | Алексей Михайлович Айканов                                                                | починал от раните                                                                         | адютант на 2-ри батальон, умира на 17 октомври 1877 г.                                                                                            |                                                                                           |
| 18                                                                                        | поручик                                                                                   | Антон Александрович Видгандт                                                              | починал от раните                                                                         | младши офицер от 8-а рота |                                                                                           |
| 19                                                                                        | поручик                                                                                   | Владимир Игнатьевич Кучински                                                              | починал от раните                                                                         | младши офицер от 14-а рота, починал на 22 октомври и погребан в Бохот                                                                             |                                                                                           |
| Лейбгвардейски Финландски полк                                                            |                                                                                           |                                                                                           |                                                                                           | |                                                                                           |
| 20                                                                                        | генерал-майор                                                                             | Василий Николаевич Лавров                                                                 | починал от раните                                                                         | командир на полк, погребан в Русия, в криптата на църквата в село Кривцово                                                                        |                                                                                           |
| 21                                                                                        | полковник                                                                                 | Елмар Фьодорович Прокопе 2-ри                                                             | починал от раните                                                                         | командир на 1-ви батальон, починал в лазарета в Свищов и погребан в църквата „Света Троица“                                                       |                                                                                           |
| 22                                                                                        | полковник                                                                                 | Николай Фьодорович Ожаровски 1-ви                                                         | убит                                                                                      | погребан първоначално село Торни Дъбник, препогребан в Русия на 21 февруари 1878 г. в Смоленското гробище                                         |                                                                                           |
| 23                                                                                        | поручик                                                                                   | Николай Николаевич Пороженко                                                              | убит                                                                                      | адютант на 1-ви батальон |                                                                                           |
| 24                                                                                        | подпоручик                                                                                | Александър Фьодорович Гагман                                                              | убит                                                                                      | младши офицер от 9-а рота |                                                                                           |
| 25                                                                                        | подпоручик                                                                                | Сергей Михайлович Воробеев 2-ри                                                           | починал от раните                                                                         | младши офицер от 16-а рота |                                                                                           |
| Лейбгвардейски Измайловски полк                                                           |                                                                                           |                                                                                           |                                                                                           | |                                                                                           |
| 26                                                                                        | щабскапитан                                                                               | Сергей Андреевич Кушелев 1-ви                                                             | убит                                                                                      | командир на 10-а рота, погребан в местност Езерото в парк Лавров                                                                                  |                                                                                           |
| 1-ви Лейбгвардейски стрелкови батальон                                                    |                                                                                           |                                                                                           |                                                                                           | |                                                                                           |
| 27                                                                                        | полковник                                                                                 | Михаил Александрович Ебелинг                                                              | починал от раните                                                                         | командир на батальон, препогребан в Русия в манастира „Сергиева пустынь“                                                                          |                                                                                           |
| 28                                                                                        | щабскапитан                                                                               | Дмитрий Александрович Арсениев 1-ви                                                       | убит                                                                                      | командир на 2-ра рота, погребан до Големия редут до войниците от 2-ра рота                                                                        |                                                                                           |
| 4-ти Лейбгвардейски стрелкови батальон                                                    |                                                                                           |                                                                                           |                                                                                           | |                                                                                           |
| 29                                                                                        | поручик                                                                                   | Александър Яковлевич Вилсон                                                               | починал от раните                                                                         | младши офицер, починал от получените рани на 17 октомври 1877 г.                                                                                  |                                                                                           |
| 30                                                                                        | поручик                                                                                   | Биргер Вениаминович Брофелд                                                               | починал                                                                                   | командир на 3-та рота, получил апоплектичен удар по време на боя                                                                                  |                                                                                           |
| 6-а батарея на 2-ра Лейбгвардейска артилерийска бригада                                   |                                                                                           |                                                                                           |                                                                                           | |                                                                                           |
| 31                                                                                        | щабскапитан                                                                               | Подгаецки                                                                                 | убит                                                                                      | командир на полубатарея |                                                                                           |

## Паметници
| Паметник на                          | В памет на | Местонахождение                                                                                           | Изображения | Изображения | Изображения |
| ------------------------------------ | --- | --- | ----------- | ----------- | ----------- |
| Лейбгвардейски Московски полк        | 131 нисши чина | Горни Дъбник „Лавров парк“ 43°21′48.3″ с. ш. 24°20′27.4″ и. д. / 43.363417° с. ш. 24.340944° и. д.        |             |             |             |
| Лейбгвардейски Московски полк        | щабскапитан Николай Дамиш поручик Александр Бирфрейнд                                                                                               | Горни Дъбник „Лавров парк“ 43°21′47.8″ с. ш. 24°20′26.6″ и. д. / 43.363278° с. ш. 24.340722° и. д.        |             |             |             |
| Лейбгвардейски Гренадирски полк      | 310 нисши чина | Горни Дъбник „Лавров парк“ 43°21′44.4″ с. ш. 24°20′17.8″ и. д. / 43.362333° с. ш. 24.338278° и. д.        |             |             |             |
| Лейбгвардейски Гренадирски полк      | капитан Хамар щабскапитан Сироцински поручик фон Пирвиц поручик Хирн                                                                                | Горни Дъбник „Лавров парк“ 43°21′47.7″ с. ш. 24°20′24.2″ и. д. / 43.36325° с. ш. 24.340056° и. д.         |             |             |             |
| Лейбгвардейски Павловски полк        | Николай Ширман Леонид Баталин Василий Тимохович Николай Мамаев 3-ти Борис Полонски Алексей Айканов Антон Видганинг Владимир Кучински 182 нисши чина | Горни Дъбник „Лавров парк“ 43°21′57.1″ с. ш. 24°20′17.8″ и. д. / 43.365861° с. ш. 24.338278° и. д.        |             |             |             |
| Лейбгвардейски Финландски полк       | генерал-майор Лавров полковник Прокопе полковник Ожаровски поручик Пороженко подпоручик Воробеев подпоручик Гагман 98 нисши чина                    | Горни Дъбник „Лавров парк“ 43°21′46.9″ с. ш. 24°20′21.2″ и. д. / 43.363028° с. ш. 24.339222° и. д.        |             |             |             |
| Лейбгвардейски Финландски полк       | полковник Елмар Прокопе | Свищов църква „Света Троица“ 43°36′59.4″ с. ш. 24°21′04.1″ и. д. / 43.6165° с. ш. 24.351139° и. д.        |             |             |             |
| Лейбгвардейски Финландски полк       | генерал Василий Лавров | Горни Дъбник „Лавров парк“ 43°21′47″ с. ш. 24°20′18.7″ и. д. / 43.363056° с. ш. 24.338528° и. д.          |             |             |             |
| Лейбгвардейски Измайловски полк      | 51 нисши чина | Горни Дъбник „Лавров парк“ 43°21′48″ с. ш. 24°20′19.2″ и. д. / 43.363333° с. ш. 24.338667° и. д.          |             |             |             |
| Лейбгвардейски Измайловски полк      | щабскапитан Сергей Кушелев | Горни Дъбник местност Езерото 43°22′23.8″ с. ш. 24°21′16″ и. д. / 43.373278° с. ш. 24.354444° и. д.       |             |             |             |
| 3-ти Фински стрелкови батальон       | 24 нисши чина | Горни Дъбник „Лавров парк“ 43°21′58.2″ с. ш. 24°20′17.4″ и. д. / 43.366167° с. ш. 24.338167° и. д.        |             |             |             |
| 4 батарея/1 ЛГв артилерийска бригада | 2 нисши чина | Горни Дъбник „Лавров парк“ 43°21′58.3″ с. ш. 24°20′17″ и. д. / 43.366194° с. ш. 24.338056° и. д.          |             |             |             |
| 6 батарея/1 ЛГв артилерийска бригада | прапорщик Веселов | Горни Дъбник „Лавров парк“ 43°21′58.1″ с. ш. 24°20′16.9″ и. д. / 43.366139° с. ш. 24.338028° и. д.        |             |             |             |
| Лейбгвардейски Московски полк        | капитан Йосиф Роговски 8 нисши чина | село Садовец местност Пиронското 43°18′18.6″ с. ш. 24°21′53.8″ и. д. / 43.305167° с. ш. 24.364944° и. д.  |             |             |             |
| Лейбгвардейски Московски полк        | поручик Леон Вагнер | село Крушовица гробището 43°21′07.4″ с. ш. 24°24′35.5″ и. д. / 43.352056° с. ш. 24.409861° и. д.          |             |             |             |
| Лейбгвардейски Гренадирски полк      | подпоручик Александър Николаевич Григориев | селоСадовец на площада 43°18′29.7″ с. ш. 24°21′01.4″ и. д. / 43.30825° с. ш. 24.350389° и. д.             |             |             |             |
| незнайни лейбгвардейски войни        | събрани кости през 1884 – 1885 от Игнат Петков | Горни Дъбник „Лавров парк“ 43°21′47.5″ с. ш. 24°20′23.5″ и. д. / 43.363194° с. ш. 24.339861° и. д.        |             |             |             |
| незнайни лейбгвардейски войни        | гроб на незнайни войни | село Садовец местност „Телишкото“ 43°20′03.5″ с. ш. 24°19′01.5″ и. д. / 43.334306° с. ш. 24.317083° и. д. |             |             |             |

Денят на сраженията на финландските батальони при Горни Дъбник – 24 октомври 1877 година, се смята за рожден ден на финландската армия. От това време остава песен, в която се пее: 
| „ | Музиката свиреше, момчетата ни щурмуваха, с неудържима храброст те завзеха Горни Дубняк... | “ |

В двора на гвардейските казарми на „Казармитори“ в Хелзинки има скромен паметник на загиналите финландски гвардейци в Руско-турската война от 1877 – 1878 година. Всяка година в деня на Освобождението на България – 3 март, тук идват с венци и цветя признателните българи, дейците от дружеството „Финландия – България“. Край паметника се строяват правнуците на онези, които са щурмували с неудържима храброст Горни Дъбник, а духовата музика подема тяхната песен.

## Галерия руски офицери
- император Александър II
- главнокомандващ княз Николай Николаевич
- генерал-майор Йосиф Гурко
- генерал-майор Василий Лавров, командир на лейбгвардейски Финландски полк
- полковник Николай Розенбах, командир на лейбгвардейски Павловски полк
- генерал-майор Логин Зеделер, командир на 1-ва бригада от 2-ра гвардейска пехотна дивизия
- полковник Юлиан Любовицки, командир на лейбгвардейски Гренадирски полк
- генерал-майор Николай Брок, командир на лейбгвардейски Московски полк
- полковник Михаил Ебелинг, командир на 1-ви стрелкови батальон, починал от раните
- полковник Оскар Грипенберг, командир на 2-ри стрелкови батальон
- полковник Владимир Клейнмихел, командир на 4-ти стрелкови батальон
- полковник Константин Рунов, командир на батальон от лейбгвардейски Павловски полк
- генерал-майор Георгий Скалон, командир на сапьорен батальон